# Anitec-Assinform
Anitec-Assinform è l'associazione italiana delle tecnologie dell'informazione legata a Confindustria. È un'associazione nazionale che racchiude al suo interno le principali aziende di information and communication technology che operano sul mercato italiano. Da settembre 2017, a seguito della fusione con Anitec, nasce una più forte rappresentanza del settore nell’ambito di Confindustria, secondo la riforma in atto del sistema confindustriale.
Tra i suoi membri annovera oltre 400 aziende IT e associazioni.
È membro dell'Istituto europeo per le norme di telecomunicazione (ETSI).

## Storia
Anitec-Assinform nasce dalla fusione di Anitec e Assinform avvenuta nel settembre 2017. Assinform è nata nel 1947 come Associazione dei produttori di macchine per ufficio e ha cominciato a interessarsi all'universo IT negli anni '70 e '80. Nel 1998 Assinform aderisce a Federcomin che, nell'ambito di Confindustria, rappresenta il settore TIC presso il mondo politico-istituzionale europeo e italiano. Nel novembre 2005, rinasce come la nuova Associazione dell'IT italiana frutto della fusione tra le associazioni del settore, presenti storicamente in Confindustria: AITech (ex Anasin) e Assinform.

## Organizzazione
L'associazione è guidata da un presidente, eletto ogni quattro anni. È affiancato da un board, Consiglio Generale e Consiglio di Presidenza, composto da 10 membri (vice presidenti e presidenti di area), cui sono affidate deleghe operative. La direzione generale coordina tutta la struttura, dal centro studi, alle relazioni esterne, alle risorse umane. L'attuale Presidente è Massimo Dal Checco.
L'associazione ha sede a Roma e a Milano.

## I gruppi di lavoro
I gruppi di lavoro organizzano conferenze, gestiscono incontri di lavoro e pubblicano documenti tecnici.
- Gruppo di lavoro Ambiente
- Gruppo di lavoro Blockchain e Metaverso
- Gruppo di lavoro Copyright Levies
- Gruppo di lavoro Cybersecurity
- Gruppo di lavoro Digital Transformation in Sanità
- Gruppo di lavoro Europa - Gaia-X
- Gruppo di lavoro Filiere produttive 4.0
- Gruppo di lavoro Habitat Digitale
- Gruppo di lavoro Infrastrutture
- Gruppo di lavoro Intelligenza Artificiale
- Gruppo di lavoro IoT & Cloud solutions
- Gruppo di lavoro Piattaforme digitali PA
- Gruppo di lavoro Radiocomunicazioni
- Gruppo di lavoro Ricerca, sviluppo e innovazione
- Gruppo di lavoro Skills per la crescita d'impresa
- Gruppo di lavoro Sostenibilità e Tecnologia Digitale
- Gruppo di lavoro Strumenti a supporto Digitalizzazione PMI
- Gruppo di lavoro Studi e Strategie
- Gruppo di lavoro TV 4.0

## Rapporto Anitec-Assinform "Il Digitale in Italia"
Il Rapporto Assinform sull'informatica e le telecomunicazioni oggi denominato "Il Digitale in Italia" è la pubblicazione, consolidata e storica (nel 2023 ha raggiunto la 53ª edizione), realizzato da Anitec-Assinform per monitorare le evoluzioni del mercato ICT nel contesto economico nazionale e internazionale, fornendo indicazioni sugli sviluppi futuri del settore e sui suoi impatti sull'economia nazionale - analizzata per mercati "verticali" - a supporto di azioni e di politiche conseguenti, da proporre al mercato e alle istituzioni. 
Rapporto cui fanno da corollario numerosi studi, per settori applicativi e verticali.